# Bürstenkängurus
Bürstenkängurus (Bettongia) sind eine Gattung der Beutelsäuger mit sechs Arten aus der Familie der Rattenkängurus (Potoroidae). Ihren Namen verdanken sie dem bürstenartigen Haarkamm am Schwanz.

## Beschreibung
Bürstenkängurus haben einen kleinen, kompakten Körper, der bis auf die langen, kräftigen Hinterbeine rattenähnlich wirkt. Ihr Fell ist grau oder graubraun gefärbt, charakteristisch sind die kleinen, runden Ohren und die unbehaarte Nasenspitze. Die Vorderpfoten tragen zum Graben geeignete Krallen. Die Tiere erreichen eine Kopfrumpflänge von 28 bis 45 Zentimetern und ein Gewicht von 1,1 bis 2,3 Kilogramm.

## Verbreitung und Lebensweise
Bürstenkängurus waren früher über weite Teile Australiens verbreitet, heute bewohnen alle Arten nur mehr einen Bruchteil ihres früheren Verbreitungsgebietes. Ihr Lebensraum sind Grasländer und Waldgebiete, sie leben nachtaktiv. Die Tiere errichten meist Grasnester, wobei sie das Baumaterial mit dem eingerollten Schwanz transportieren, die Art B. lesueur gräbt hingegen Erdbaue oder bezieht verlassene Kaninchenbaue. Während diese Art zum Teil Haremsgruppen bildet, wo ein Männchen und mehrere Weibchen einen großen Bau bewohnen, leben die anderen Arten einzelgängerisch.
Die Nahrung der Bürstenkängurus besteht großteils aus Pilzen, die sie mit den Vorderpfoten ausgraben. In geringem Ausmaß nehmen sie auch Wurzeln, Knollen, Aas und eventuell auch lebende Tiere zu sich.

## Fortpflanzung
Weibchen haben einen gut entwickelten Beutel mit vier Zitzen. Die Paarungszeit und -häufigkeit ist ortsabhängig, in wärmeren Regionen kann das Weibchen bis zu dreimal im Jahr werfen. Nach rund 21-tägiger Tragzeit kommt ein, selten auch zwei, Jungtiere zur Welt. Wie bei vielen Rattenkängurus kommt es bei ihnen zur verzögerten Geburt: Unmittelbar nach der Geburt paart sich das Weibchen erneut, der neugezeugte Embryo wächst jedoch erst heran, wenn das alte Jungtier entwöhnt wird oder stirbt. Jungtiere bleiben rund vier Monate im Beutel und sind mit sieben Monaten geschlechtsreif. Die Lebenserwartung beträgt maximal elf Jahre.

## Bedrohung
Bürstenkängurus zählen allesamt zu den gefährdeten Beuteltieren. Die Gründe dafür liegen in der Nahrungskonkurrenz durch eingeschleppte Wildkaninchen, Umwandlung ihres Lebensraumes in Viehweiden, Bejagung und Nachstellung durch eingeschleppte Raubtiere.

## Arten
- Das Tasmanien-Bürstenrattenkänguru (Bettongia gaimardi) besitzt ein hellbraunes Fell, auch sind die Haare länger als bei den anderen Arten. Ursprünglich kam die Art in weiten Teilen des südlichen Australiens vor, die Unterart B. g. gaimardi auf dem Festland ist jedoch um 1910 ausgestorben, lediglich die Unterart B. g. cuniculus auf Tasmanien lebt bis heute, gilt aber als nicht gefährdet.

- Das Lesueur-Bürstenkänguru (Bettongia lesueur) oder  Lesueur-Rattenkänguru unterscheidet sich von den anderen Arten darin, dass sie auch Baue gräbt und dort in Haremsgruppen lebt. Einst war sie über ganz Australien verbreitet, aus den oben genannten Gründen ist sie jedoch in den 1960er Jahren auf dem Festland ausgestorben und lebt heute nur mehr auf mehreren kleinen Inseln vor der Küste Western Australias. Die Art gilt als gefährdet, insbesondere durch verwilderte Hauskatzen.[1]

- Das Bürstenschwanz-Rattenkänguru (Bettongia penicillata) ist durch den ausgeprägten Bürstenkamm am Schwanz charakterisiert. Früher war die Art im gesamten Süden Australiens verbreitet, heute lebt sie nur mehr in einem kleinen Gebiet im äußersten Südwesten Western Australias. Während die Nominatform seit den 1920er Jahren ausgerottet ist, ist der Bestand von Bettongia penicillata ogilbyi laut IUCN „vom Aussterben bedroht“.

- Das Nördliche Bürstenrattenkänguru (Bettongia tropica) war lange Zeit nur von sechs Exemplaren bekannt, die alle vor 1932 gefunden wurden, und galt bereits als ausgestorben. Eine kleine Population wurde aber in Queensland wiederentdeckt, auch sollen Nachzuchtprogramme den Bestand der Art, die als „stark gefährdet“ gilt, sichern.

- Das Nullarbor-Bürstenkänguru (Bettongia pusilla) ist nur durch subfossiles Knochenmaterial bekannt geworden.

- Das Wüsten-Bürstenrattenkänguru (Bettongia anhydra) ist nur durch zwei Schädel bekannt.